# České vlnařské závody
České vlnařské závody (ve zkratce ČVZ) byl průmyslový podnik vzniklý v březnu 1946, který soustřeďoval vlnařskou výrobu jak přímo z Liberce, města na severu Čech, tak rovněž z okolí. Součástí firmy se staly majetky následujících dosavadních textilních firem:
- Hoffmann a Hettwer Liberec
- Chr. Geipel a syn Aš
- C. Wolfrum Ústí nad Labem
- Textilana Liberec – Dolní Hanychov
- Ignác Klinger Nové Město pod Smrkem
- Johann Liebieg a spol. Liberec
- Fritschova tkalcovna Hejnice (začleněna až později)

Společnost pravidelně s měsíční periodicitou vydávala časopis Vlna.
V září roku 1948 čítala společnost 9000 zaměstnanců. Tehdy firma změnila svůj název na Textilana a z původních 39 závodů se reorganizovala na sedm.